# Радищево (Ульяновская область)
Радищево (до 1918 года — Дворянская Те́решка (Дмитриевское)) — посёлок городского типа в Ульяновской области России, административный центр Радищевского района и Радищевского городского поселения.

## География
Находится на реках Терешка, Березовка и Маза. Также через посёлок проходит дорога 73К-1427.

## История
Дворянская Терешка (Дмитриевка), село владельческое при речке Терешка, возникло в первой половине XVIII века и относилось к Завальному стану Симбирского уезда.
Петр I в короткое время раздал земли разным служивым людям из русских, а отчасти и татарским мурзам. Раздача производилась по одной грамоте нескольким лицам. И в одном месте насчитывалось 20 и более мелкопоместных владельцев. Особенно много владельцев оказалось в Дворянской Терешке и Безобразовке. В Дворянской Терешке к 1793 году было 22 помещика. Первые поселенцы — солдаты и казаки.
В 1748 году был построен первый придел церкви был отделан и освящен во имя святого Димитрия Солунского, раньше самой церкви. Второй придел был освящён во имя Феодоровской Божьей Матери.
С 1777 года в селе находилось имение А. П. Радищева — деда писателя А. Н. Радищева.
С 1780 году село Дмитриевское, Дворянская Терешка тож в составе Хвалынского уезда Саратовского наместничества, в результате реформы Екатерины Великой. С декабря 1796 по март 1797 — в составе Пензенской губернии. Указом от 5 марта 1797 года Пензенская губерния была переименована в Саратовскую губернию.
В 1790 году в имении Радищевых было 164 души крестьян. Всего же у отца писателя Николая Афанасьевича к моменту раздела имений между его детьми в 1798 году было 3000 душ крестьян и 8 имений в разных губерниях. После раздела имение в Дворянской Терешке досталось брату А. Н. Радищева Иосифу, «убитому в сражении в 1807 году», а имение после его гибели досталось старшим сыновьям писателя — штабс-капитану Василию Александровичу и титулярному советнику Николаю Александровичу. В 1837 году имение было продано за долги.
В 1840 году помещики Дмитриевки (Дворянская Терешка) переселили часть крестьян на новые земли, где основали деревню Новая Дмитриевка.
В Списке населённых мест Российской империи по сведениям за 1859 год, Дворянская Теришка (Дмитриевское) упоминается как владельческое село Хвалынского уезда Саратовской губернии, расположенное при речке Терешке по просёлочному тракту из Хвалынска в город Кузнецк (через село Елшанку) на расстоянии 40 вёрст от уездного города. В населённом пункте насчитывалось 46 дворов, проживали 199 мужчин и 176 женщин, имелась православная церковь, проводились 2 ярмарки.
В 1888 году на средства прихожан была построена новая церковь: деревянная, с такой же колокольней, тёплая, двухпрестольная. Главный — во имя святого великомученика Димитрия Солунского, придел — во имя святителя Николая Чудотворца, где иконостас был устроен на средства крестьянина Алексея Белоусова.
После отмены крепостного права (1861) население села стало быстро расти. Согласно переписи 1897 года в Дворянской Терешке проживали 2939 жителей (1503 мужчины и 1436 женщин), из них православных — 2803.
Согласно Списку населённых мест Саратовской губернии 1914 года Дворянская Терешка являлась волостным селом Дворянско-Терешской волости. По сведениям за 1911 год в селе проживали преимущественно бывшие помещичьи крестьяне, великороссы, составлявшие 7 сельских обществ (от 7 до 78 дворов). Всего в селе насчитывалось 233 приписанных и 57 посторонних хозяйств (дворов), проживали 1726 жителей. В селе имелись 2 церкви, 2 церковно-приходские и 1 земская школы, ветеринарный пункт, фельдшерско-акушерский пункт, приёмный покой, проводилась ярмарка, работал базар.
Переименовано в октябре 1918 года в Радищево, в честь Радищева А. Н..
В 1928 году в составе Новоспасского района Сызранского округа Средне-Волжской области / Средне-Волжского края (с 1930).
В 1930 году в Радищево было создано три колхоза: «12 годовщина Октября», «Коллективист», им. Свердлова. В 1951 году колхозы объединились в один — колхоз имени Жданова.
В 1935 году село стало административным центром Радищевского района Куйбышевского края. С 1936 года в составе Куйбышевской области.
С 19 января 1943 года в составе Ульяновской области.
Статус посёлка городского типа — с 28 февраля 1978 года.
В 2004 году — административный центр Радищевского городского поселения.

## Население
Динамика численности населения по годам:
| Годы      | 1859 | 1897 | 1911 | 1939 |
| --------- | ---- | ---- | ---- | ---- |
| Население | 375  | 2939 | 1726 | 2967 |

| 1959  | 1970  | 1979  | 1989  | 2002  | 2009  | 2010  |
| ----- | ----- | ----- | ----- | ----- | ----- | ----- |
| 2552  | ↗2795 | ↗3532 | ↗4710 | ↗4888 | ↘4510 | ↗4598 |
| 2012  | 2013  | 2014  | 2015  | 2016  | 2017  | 2018  |
| ↘4469 | ↘4360 | ↘4281 | ↘4205 | ↘4169 | ↘4096 | ↘4035 |
| 2019  | 2020  | 2021  |       |       |       |       |
| ↘4008 | ↘3996 | ↘3933 |       |       |       |       |

## Инфраструктура
Действует Радищевский технологический техникум. МОУ «Радищевская средняя школа № 1 имени Героя Советского Союза Д. П. Полынкина», МБОУ « Радищевская СШ № 2 имени А. Н. Радищева».

## Религия
Православные храмы
- Церковь Николая Чудотворца

Мечети
- Мечеть

## Известные люди
- Полынкин, Дмитрий Павлович — Герой Советского Союза;
- Кузьмина, Нина Николаевна — российский педагог, Герой Социалистического Труда (1968), с 1960 года директор Радищевской средней школы.
- Кулагина, Инна Михайловна — советский зоотехник. Депутат Верховного Совета СССР 5-го созыва (1958—1962). Заслуженный зоотехник РСФСР (1965). Герой Социалистического Труда (1966).
- Колбёшин, Анатолий Иванович — советский и российский певец, заслуженный работник культуры РФ (1982), заслуженный артист РФ (1996), лауреат премии им. Л. В. Собинова (1999)

## Достопримечательности
- ОХРАННАЯ (КАРАУЛЬНАЯ) ГОРА. Находится на левом берегу реки Терешки близ Радищево. Названа по находившемуся на ней сторожевому (охранному) посту проходящей здесь в восьмидесятые годы XVII столетия Сызранской сторожевой линии[31].
- Памятник погибшим воинам в Великой Отечественной войне (1965)[32]